# Anu khatan
Anu khatun en mongol: ᠠᠨᠤ
ᠺᠠᠲᠦᠨ, translit. :Anu Qatun; en cirílico mongol: Ану хатан ; en chino, 阿努皇后; pinyin, ānǔ huánghòu) fue una reina mongola de los zúngaros muerta en 1696, durante una batalla contra las tropas de la dinastía Qing dirigéidas por el emperador Qing Kangxi.
Fue hija de Qoshot Outcihirtou.
Se casó con Sengge Khuntaij, un kan zúngaro, y cuando fue asesinado por sus dos hermanastros, Tseten y Tsodba Batur, en 1670, se casó con su sucesor y hermano, Galdan Boshugtu Khan según la tradición mongola del levirato. Los dos hermanastros asesinos fueron condenados a muerte por la nobleza.

## Biografía
Anu era nieta de Ochirtu Secen Khan de Khoshuud (o su hija menor según algunas fuentes históricas escritas), que era sobrino e hijo adoptivo de Gush Khan. Se casó con el príncipe Sengge, hijo de Erden Batur, considerado como el fundador del kanato de Zungaria. Tras el asesinato de Sengge por sus hermanastros Tseten y Tsobda Batur en 1670, Anu se casó con el sucesor de Sengge, su hermano Galdan Boshughtu Khan (1644/97), que había pasado diez años en el Tíbet como monje budista. Con las tropas proporcionadas por Ochirtu, Galdan vengó la muerte de su hermano y asumió el trono del kanat de Zungaria. Fruto del matrimonio de Anu con Galdan Boshughtu tuvo un hijo, el príncipe Sevdenbaljir, y dos hijas, las princesas Yunchihai y Boum.
Galdan confió en Anu para obtener consejo  durante todo su reinado mientras amplió el dominio mongol del kanato de Zungaria desde el extremo oeste de la Gran Muralla China hasta el actual Kazajistán Oriental, y desde actual Kirguizistán hasta el norte de Siberia. Temiendo de la aparición de un nuevo imperio mongol, la dinastía Qing envió tres ejércitos hacia el oeste (hacia Mongolia) en 1696. El emperador Kangxi dirigió personalmente las fuerzas expedicionarias. Galdan desplazó su ejército hacia el sur desde las montañas Jenti para encontrarse con la columna occidental del ejército de Kangxi en la batalla de Jao Modo en mayo de 1696, pero sus tropas pronto fueron rodeadas por las fuerzas superiores de Kangxi.

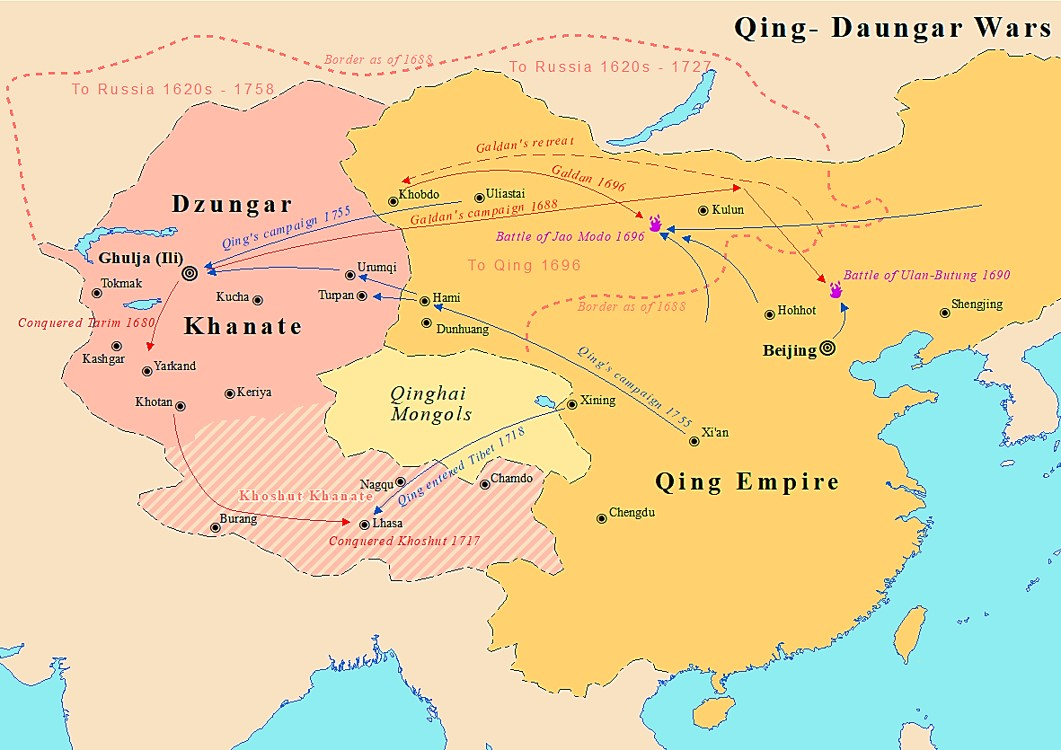
Mapa que muestra les guerras zúngaro-Qing con la ubicación de Jao Modon
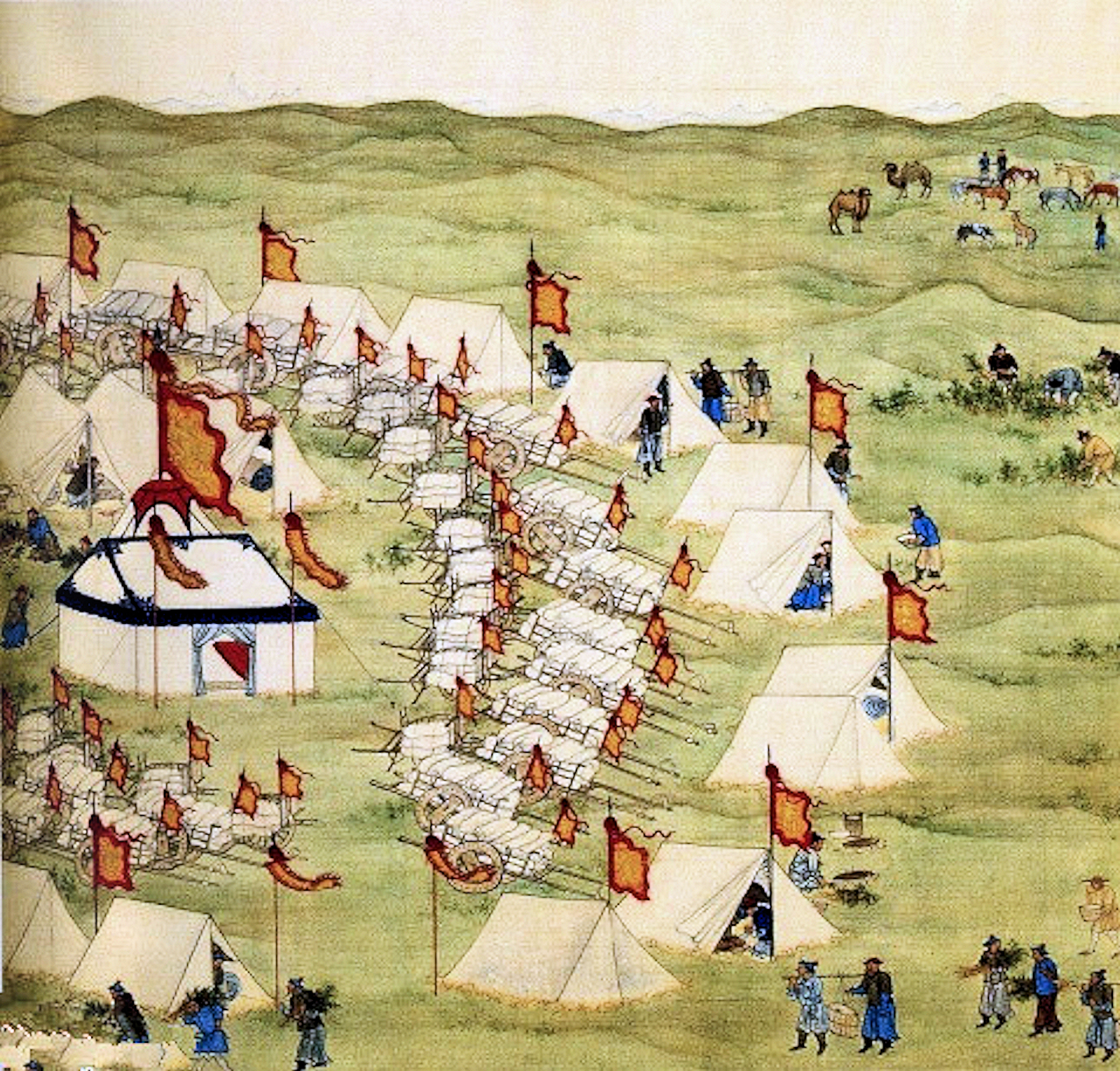
Un fragmento de un cuadro de rollo que representa el campamento del emperador chino Kangxi al río Kherlen en ruta para atacar al Janato de Zung, en 1696..

Anu lideró un contraataque que permitió a su marido escapar del círculo enemigo. Aunque Galdan logró huir con un pequeño remanente de sus partidarios, Anu fue muerta por una flecha enemiga durante el combate. Fue enterrada en las estribaciones de las montañas Jangái en una zona que actualmente se conoce con el nombre de «Hatant» (el sitio de la reina) al actual sum de Khotont de la provincia de Arjangai.

## En la cultura
En 1975, el escritor mongol Byambyn Rinchen (1905-1977) publicó su novela Ану хатан (Reina Anu) sobre la vida y la muerte de la reina homónima del siglo XVII del kanato mongol de Zungaria. La novela se convirtió en un clásico de la literatura mongola y es obligatoria la lectura en las escuelas mongoleas.
La escritora mongola Baatarsuren Shuudertsetseg escribió una novela sobre la historia de Anu khatun, que más tarde adaptó para el cine, ya que tanto la novela como la película tuvieron un gran éxito en Mongolia. La novela también ha sido adaptada al teatro y a los cómics.